# Hydroxytyrosol
L'hydroxytyrosol, ou 3,4-dihydroxyphényléthanol (DOPET), est un composé phytochimique phénolique aux propriétés antioxydantes. Ce serait l'un des antioxydants les plus efficaces après l'acide gallique. On le trouve naturellement dans les feuilles d'olivier, qu'on utilise à des fins thérapeutiques en vertu de ses propriétés antibiotiques et d'adjuvant immunologique, mais aussi dans l'huile d'olive sous forme d'oleuropéine, son ester avec l'acide élénolique, ainsi que sous forme libre après dégradation. L'oleuropéine, ainsi que l'oléocanthal, donnent son goût amer à l'huile d'olive vierge extra.
Les olives, leur pulpe et les feuilles d'olivier, à partir desquelles on extrait l'hydroxytyrosol, en contiennent davantage que l'huile d'olive elle-même.
L'hydroxytyrosol pur est un liquide incolore et inodore.